# Mitja Vrhovnik Smrekar
Mitja Vrhovnik Smrekar, slovenski skladatelj, * 5. oktober 1966, Ljubljana.
Od leta 1989 skladatelj predvsem gledališke in filmske glasbe (skupaj je napisal glasbo za več kot 200 gledaliških predstav in 12 filmov). Je tudi avtor resne glasbe (2 godalna kvarteta, dvojni violinski koncert »Volver«, oratorij »Meduse«, komorna opera »Ime na koncu jezika«...). V zadnjem času sodeluje predvsem z režiserji Ivico Buljanom, Matejo Koležnik, Vitom Tauferjem, Martinom Kušejem, Tinom Grabnarjem, Ericom Ulfsbyjem... Deluje v gledališčih v Sloveniji, na Hrvaškem, Nemčiji, Italiji, Potrugalskem, Norveškem, Franciji, Avstriji in Litvi. Za svoje kompozicije je prejel nagrade "Zlata Ptica", 2x "Borštnikovo srečanje", "Marulić", “HC ASSITEJ", "Žar ptica", "Pierrot”,  “Prix ex aequo”, nagrado Prešernovega sklada ,48. PIF Zagreb, “Zlatna Iskra”, 8. bienale lutkovnih ustvarjalcev Slovenije.
Je tudi član glasbene skupine Bossa de Novo, v kateri igra tolkala. Ostali člani so: Primož Vitez (glas), Aljoša Kosor (kitara), Marko Gregorič (kontrabas) in Sergej Ranđelović (bobni). Skupina igra skladbe v stilu brazilske bossa nove - tako priredbe originalnih skladb, kot tudi drugih (npr. Stoji učilna zidana, Majska, Pesem XIV. divizije) ter nekatere lastne skladbe.

## Diskografija
- Songs (2022)
- Fuzz (2022)
- Počasne in tihe (2020)
- Theater&Film Warehouse (in progress)
- Shakesoneti (2016)
- Pesmi za otroke in ostale (2011)
- Gremo mi po svoje (2010)
- Twist (Bossa de novo 2022)
- Quinta Essencia (Bossa de novo 2013)
- Nova ( Bossa de novo, 2009)
- Vivo! (Bossa de novo,2007)
- Sladke sanje (2001)
- Jebiga (2000)
- Ime na koncu jezika (1998)
- Ekspres Ekspres (1996)
- Betontrack (1993)
- Ko zaprem oči (1993)

## Glasba za predstave in filme
KRONIKA RAZSANJANE MLADOSTI (M. Pograjc 1989)    
- PESNIKI BREZ ŽEPOV (M. Pograjc / Betontanc 1990)
- VIŠNJEV VRT (M. Pograjc / SMG 1991)
- POT (T. Zgonc / PTL 1991)
- ROMEO IN JULIJA (M. Pograjc / Betontanc 1991)
- ZA VSAKO BESEDO CEKIN (M. Pograjc / Betontanc 1992)
- BOS NA VENERI (M. Bučar / PTL 1993)
- TATOVI MOKRIH ROBČKOV (M. Pograjc / Betontanc 1993)
- SOLZNA MARIJA SIRAKUŠKA (D.Z. Frey / Koreodrama 1994)
- IIZA (T. Zgonc / PTL 1994)
- DREVOREDI ČASA (A. Jurc / Umetniško Gledališče 1995)
- KNOW YOUR ENEMY (Betontanc 1995)
- IME NA KONCU JEZIKA (I. Buljan / LGL 1995)
- NA TREH STRANEH NEBA (Betontanc 1997)
- KDO SE BOJI VIRGINIJE WOOLF (M. Koležnik / SNG Drama Ljubljana 1997)
- IME NA KONCU JEZIKA – a chamber opera (John Kelly, Milan Jesih / Cankarjev Dom, Glej 1997)
- PILAD (I. Buljan / ITD Zagreb 1998)
- AVE TRIUMPHATOR (M. Berger 1998)
- SKRIVNI SEZNAM SONČNIH DNI (Betontanc 1999)
- LEPOTNA KRALJICA LEENANA (M. Koležnik / SNG Drama Ljubljana 1999)
- DIE TRAUMEDEUTUNG (M. Berger / SMG 1999)
- HISTERIJA ( M. Koležnik / MGL 2000)
- NOČ, ČISTO NA ROBU GOZDOV ( I. Buljan / CD 2000)
- MILLENEMY (T. Štrucl / Glej 2001)
- PRAZNOVANJE (M. Koležnik / SNG Drama Ljubljana 2001)
- JAMSKI ČLOVEK (N.B. Gračner / Union 2002)
- SCHNEEWITCHEN AFTER PARTY (I. Buljan / Mini Teater 2002)
- OSUM (M. Filipčič 2002)
- KRESIVO (R. Waltl / DK Osjek 2002)
- GOSPA Z MORJA (M. Koležnik / MGL 2003)
- KITCH’N’KING (T. Štrucl / Glej 2003)
- ACCONCI AN DEN MUR (E. Neuwirth / Graz 2003)
- 1-2-3 PUSH UP (M. Koležnik / PG Kranj 2003)
- MEDEJA-MATERIAL (I. Buljan / CD 2003)
- BAKHANTKE (T. Štrucl / Skysma Piran 2003)
- OBLIKA STVARI (M. Koležnik / SNG Drama Ljubljana 2004)
- DVOBOJ MED ČRNCEM IN PSI (I. Buljan / SNG Drama Ljubljana 2004)
- CONA ZA PEŠCE (B. Potočan / CD 2004)
- SMRT TRGOVSKEGA POTNIKA (M. Koležnik / SNG Drama Maribor 2004)
- JAZZ (I. Buljan / HNK Rijeka 2004)
- PRAVLJICA O CARJU SALTANU (A. Anurov / Mini Teater 2004)
- ŽIVLJENJE PO GEORGEU (M. Koležnik / SNG Drama Ljubljana 2004)
- DAN UMOROV V ZGODBI O HAMLETU ( I. Buljan / Mini Teater 2005)
- PA NE HODAJ GOLA NAOKOLO (I. Buljan / Kerempuh Zg 2005)
- HLAPCI.PDF (S. Strelec / SNG Drama Maribor 2005)
- DRAME PRINCEZ (I. Buljan / PG Kranj 2005)
- MARŠ (I. Buljan / HNK Rijeka 2005)
- EMBARKED (N.R. Bric / Maska 2005)
- MALA SIRENA (R. Waltl / ZKM Zagreb 2005)
- KOAN KENŠO (T. Zgonc / PTL 2005) MARTIN KRPAN (D. Teropšič / CD, Exodos 2005)
- ENA IN DRUGA (I. Buljan / SMG 2006)
- KOSITRNI VOJAK (I. Peternelj / CD, Exodos 2006)
- OJDIP V KORINTU (I. Buljan / SNG Drama Ljubljana 2006)
- PONAI GLEMBAJAI (I. Buljan / TND Vilnius 2006)
- KVARTET (I. Buljan / CD,Mini Teater 2007)
- SVINJAK (I. Buljan / SSG Trst 2007)
- ORFEJ SE SPUŠČA (M. Koležnik / SNG Drama Ljubljana 2007)
- MLADO MESO (I. Buljan / SMG 2007)
- GOSPODIČNA JULIJA (M. Koležnik / PG Kranj 2008)
- MARKIZA DE SADE (I. Buljan / SNG Drama Ljubljana 2008)
- VELIKO GRADBIŠČE ELFRIEDE JELINEK (I. Buljan / Comedie de Saint-Etienne 2008)
- POSTOJANI KOSITRENI VOJNIK (R. Waltl / OS Velika Gorica 2008)
- SAMO KONEC SVETA (P. Calvario / SNG Drama Ljubljana 2008)
- PIJANI PROCES (I. Buljan / OS Velika Gorica 2008)
- MACBETH (I.Buljan / CD, Mini Teater 2009)
- MALA MORSKA DEKLICA (I.Buljan / Mini Teater 2009)
- EDA – ZGODBA BRATOV RUSJAN (N. R. Bric / SMG Ljubljana 2009)
- SALINGER (I. Buljan / TNB Rennes 2009)
- PREPOVEDANE LJUBEZNI (S. Omerzu / LG Ljubljana 2009)
- AMADO MIO (I. Peternelj / SMG Ljubljana 2009)
- BRAK MARIJE BRAUN (T. Alagić / ZKM Zagreb 2009)
- MALOMEŠČANSKA SVATBA (M. Koležnik / SNG Drama Maribor 2009)
- 10 MINUT VZHODNO (I. Kovač, E. Clug / En Knap 2009)
- SAMOROG (J. Pipan / SLG Celje 2009)
- MA & AL (I. Buljan / Mini Teater 2010)
- BE BOP (V. Taufer / SNG Drama Maribor 2010)
- LOVSKE SCENE IZ SPODNJE BAVARSKE (I. Buljan / PG Kranj 2010)
- KUVERTA (M. Sosič / SNG Drama Ljubljana 2010)
- MAČKA NA VROČI PLOČEVINASTI STREHI (I. Buljan / MGL Ljubljana 2010)
- 10 MINUT JUŽNO (I. Buljan / En Knap 2010)
- VAMPIR (I. Buljan / SMG Ljubljana 2010)
- SAPRAMIŠJA SREČA (R. Waltl / Mini Teater 2011)
- KAŽIN (V. Taufer / SSG Trst 2011)
- RAZODETJA (J. Pipan / MGL Ljubljana 2011)
- RUŽNO PAČE (R. Waltl / ZKM Zagreb 2011)
- BABA JAGA JE SNIJELA JAJE (I. Buljan / HNK Rijeka 2011)
- JAZ, PO KATEREM… (I. Buljan / Mini Teater 2011)
- MALOMEŠČANI (M. Koležnik / SNG Drama Ljubljana 2011)
- STOLP (S. Omerzu / SMG 2011)
- NICKEL STUFF (I. Buljan / SMG 2011)
- MAŠKARADA (V. Taufer / HNK Rijeka 2012)
- MUHE (J. Pipan / SLG Celje 2012)
- GOSPODA GLEMBAJEVI (I. Buljan / SNG Drama Ljubljana 2012)
- ZANG TUMB TUUUM (V. Taufer / SNG Drama Ljubljana 2012)
- TI LOVIŠ (S. Omerzu / LG Ljubljana 2012)
- KOMEDIJA Z ŽENSKAMI (I. Buljan / MGL 2012)
- ŽIVALSKA FARMA (V. Taufer / LG Ljubljana 2012)
- ŽUTA CRTA (I. Buljan  / ZKM Zagreb 2012)
- ČRNA ŽIVAL ŽALOST (I. Buljan / MGL 2013)
- JOHN GABRIEL BORKMAN (M. Koležnik / SNG Drama Maribor 2013)
- ŠE VEDNO VIHAR (I. Buljan / SNG Drama Ljubčjana / SSG Trst 2013)
- PRIJATELJI (M. Koležnik / SNG Drama Ljubljana 2013)
- MOČAN ROD (I. Buljan / PG Kranj 2013)
- DES MEERES UND DER LIEBES WELLEN (M. Koležnik / Schauspiel Leipzig 2013)
- STRIČEK VANJA (I. Buljan / SSG Trst 2014)
- CAIS OUESTE (I. Buljan / Teatro Municipal Joaquim Benite Lisboa 2014)
- MADAME BOVARY (M. Koležnik / Residenztheater Munchen 2014)
- GROBNICA ZA BORISA DAVIDOVIĆA (I. Buljan / Bitef Beograd 2014)
- VUČJAK (I. Buljan / HNK Zagreb 2014)
- ČAROBNA GORA (M. Koležnik / SNG Drama Ljubljana 2014)
- VELIKI GATSBY (I. Buljan / MGL Ljubljana 2014)
- RAČKA, SMRT IN TULIPAN (F. Montecchi / LG Ljubljana 2014)
- 5 MODERNIH NO DRAM (M. Koležnik / SSG Trst 2014)
- OSTRŽEK (S. Omerzu / LG Ljubljana 2015)
- HEDDA GABLER (M. Koležnik / SNG Drama Maribor 2015)
- AGATHA (D. Mlakar / CD Ljubljana 2015)
- GLAD (J. Pipan / Mini Teater Ljubljana 2015)
- ELEMENTARNE ČESTICE (I. Buljan / Dubrovačke Ljetne Igre 2015)
- KÖNIG ÖDIPUS (M. Koležnik / Residenztheater Munchen 2015)
- KAPITAL (I. Buljan / Ecole des Maîtres 2015)
- KDO SE BOJI ČRNEGA MOŽA (I. Peternelj / SNG Drama Nova Gorica 2015)
- NORA (M. Koležnik / Stadttheater Klagenfurt 2016)
- OBLIKE RAZDALJE (M. Reiter / Španski Borci 2016)
- VAROVANO OBMOČJE (J. Pipan / SLG Celje 2016)
- LEONCE IN LENA (M. Koležnik / MGL 2016)
- TIEST (I. Buljan / Mini Tater 2016)
- SHAKESONETI (P. Vitez, M. Smrekar / Cankarjev dom 2016)
- SCHWEINENSTALL (I. Buljan / Residenztheater Munchen 2016)
- VODNIK ZA VODNIKA (A. Rozman - Roza 2016)
- SHAKESONETI (P. Vitez / CD Ljubljana 2016)
- TRI ZIME (I. Buljan / HNK Zagreb 2016)
- CLOSE-UPS (M. Reiter / Plesni Teater Ljubljana, marec 2017)
- NEKJE DRUGJE (T. Grabnar / LG Ljubljana 2017)
- NICHTS VON MIR (M. Koležnik / Berliner Ensemble 2017)
- LJUDOŽERCI (I. Buljan / SNG Drama Maribor 2017)
- PHAEDRAS NACHT (M. Kušej / Residenztheater Munchen 2017)
- TARTUFFE (M. Koležnik / Residenztheater Munchen 2017)
- CIGANIN, ALI NAJLJEPŠI (I. Buljan / HNK Zagreb 2017)
- VIRGINIA VOLK (F. Montecchi / LG Ljubljana 2017)
- POŠASTI (V. Taufer / SMG Ljubljana 2017)
- KARELČKOVE ZGODBICE (S. Omerzu / LG Ljubljana 2017)
- UNIVERSO BOLANO (I. Buljan / ERT Modena 2017)
- LJUDJE (N. Šorak / SNG Drama Ljubljana 2018)
- BALKON (I. Buljan / Residenztheater Munchen 2018)
- DEN SISTE KONGSFESTEN (I. Buljan / Det Norske Teatret 2018)
- KIT NA PLAŽI (V. Moderndorfer / LG Ljubljana 2018)
- MARTIN KRPAN (T. Grabnar / LG Ljubljana 2018)
- PEER GYNT (E. Ulfsby / Det Noske Teatret 2018)
- V IMENU MATERE (I. Buljan / SNG Drama Ljubljana 2018)
- ALICE V POSTELJI (D. Šilec / SNG Drama Ljubljana 2019)
- TIHI DEČAK (T. Grabnar / DK Kragujevac 2019)
- ALICA V ČUDEŽNI DEŽELI (M. Reiter / LG Ljubljana 2019)
- TARTUFFE (T. Grabnar / MGL 2019)
- RIBICA (I. Buljan / Mini Teater Ljubljana 2019)
- NEBO NAD MENOJ (T. Grabnar / LG Ljubljana 2020)
- 2020 (I. Buljan / CD Ljubljana 2020)
- TIHOŽITJE (T. Grabnar, LG Ljubljana 2020)
- VSI PTICE (I. Buljan, Mini Teater Ljubljana 2020)
- TIŠINA MED NAMI (N. Šorak, MGL Ljubljana 2020)
- KIT NA PLAŽI (V. Möderndorfer, LG Ljubljana 2020)
- KAFKA NA ŽALU (I. Buljan, HNK Zagreb 2020)
- BESTIALITETENS HISTORIE (I. Buljan, Det Norske theatret Oslo 2020)
- DOBAR TEK! (T. Grabnar, LK Rijeka 2021)
- TIHO TEČE MISISIPI (I. Buljan, BDP Beograd 2021)
- ZGODBE S PANJSKIH KONČNIC  (P. Govc, Mini Teater Ljubljana 2021)
- MOJ DEDEK JE BIL ČEŠNJEVO DREVO (r. Fabrizio Montecchi, LG Ljubljana 2021)
- U AGONIJI (I. Buljan, HNK Zagreb 2021)
- ARETEJ (I. Buljan, HNK Zagreb 2021)
- KOZLOVSKA SODBA V VIŠNJI GORI (L. Marcen, SLG Celje 2021)
- MAMA (I. Buljan, PG Kranj 2021)
- STRAHOVITO (T. Grabnar, LG Maribor 2021)
- SVOJE USODE KROJAČI (A. Duša, SMG Ljubljana 2022)
- THE PARTY (I. Buljan, SNG Drama, Ljubljana 2022)
- ODTUJENOST (K. L.  Avguštin, PTL 2022)
- POGLEJ ME! (L. Marcen, SLG Celje 2022)
- NOĆ SA ALEKSOM (I. Buljan, HNK Mostar 2022)
- ANTIGONA (L. Marcen / SNG Nova Gorica 2022)
- IDIOT (I. Buljan / BDP Beograd 2022)
- FARMA ORWELL (L. Marcen, SNG Maribor 2023)
- DOGODEK V MESTU GOGI (L. Marcen / SNG Maribor 2023)
- ANGELI V AMERIKI (I. Buljan / Mini Teater Ljubljana 2023)
- GALOP (T. Grabnar / LGL 2023)
- DRUGA PRETEKLOST (L. Marcen / SLG Celje 2023)
- JUTRANJA ZVEZDA (I. Buljan / SNG Drama Ljubljana 2023)
- TANGO (L. Marcen / SNG Drama Ljubljana 2023)
- ROBERTO ZUCCO (I. Buljan / Det Norske Teater Oslo 2024)
- UMETNOST VOJNE, UMETNOST MIRU (A. Duša / Mladinsko Ljubljana 2024)
- MAME (S. Maksimović 2018)

- Gremo mi po svoje (2010)
- Distorzija (2009)
- Kakor v nebesih, tako na zemlji (2007)
- Na planincah (2003)
- Pesnikov portret z dvojnikom (2002)
- Vladimir (2002) (TV)
- Sladke sanje (2001)
- Jebiga (2000)
- Pirandello (1998)
- Pet majskih dni (1998)
- Ekspres, ekspres (1997)
- Ko zaprem oči (1993)